# Шеляг

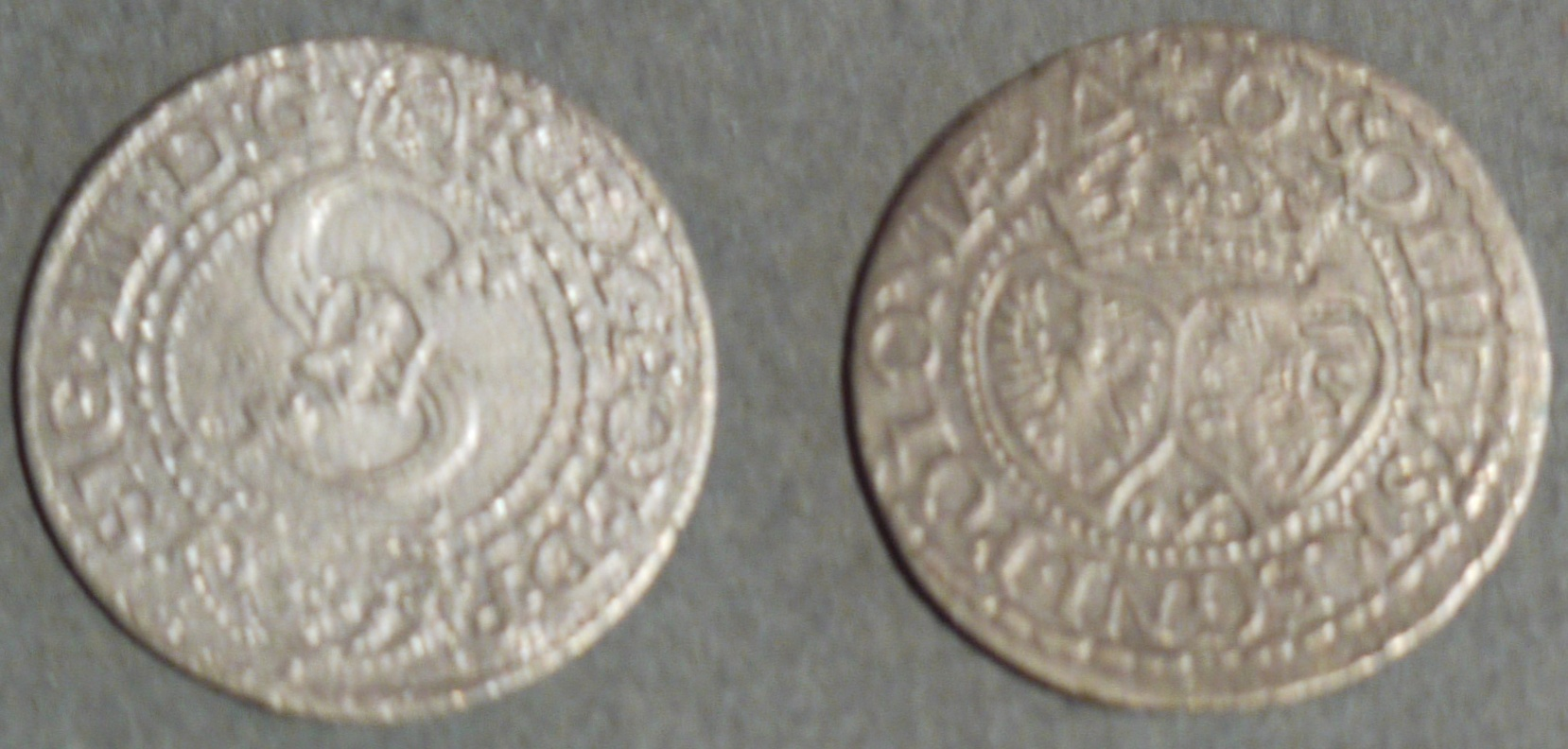
Шеляг Сігізмунда ІІІ Вази

Ше́ляг (пол. szeląg від сер.-в.-нім. schillinc; латинська назва solidus) — назва срібних, білонних та мідних монет, що в різні епохи перебували на грошовому ринку українських земель. У літописах згадується, що вятичі та радимичі сплачували данину хозарам шелягами. На думку деяких дослідників шеляг — слов'янська назва германської монети шилінг, назва якої, в свою чергу, походить від латинського соліда. Першими срібними монетами типу шилінга (в українських землях мали назву «шеляга») були монети Тевтонського ордену, поморські (померанські) та інші емісії.
Згадування монети шеляг, що з'явилась у германському світі у XIV ст., у літописних розповідях про розмір данини, яку сплачували хозарам у IX-X ст., становить хронологічну проблему. Ймовірно, назва монет IX-X ст в цих літописах як шеляг є анахронізмом, тобто назва монети, що виникла у XIV столітті, при створенні літописних розповідей була перенесена у минуле, в IX-X  століття. Підтвердженням цього є порівняння текстів різних рукописів давньоруських літописів. Так в Радзивилівському, Лаврентіївському та Іпатіївському та похідних від них літописах, що збереглись у рукописах XIV-XV ст., назва монети шеляг згадується у подіях 885 та 964 років. Проте у Новгородському першому та Новгородському четвертому літописах, що також збереглись у рукописах XIV-XV ст., у цих місцях згадувань монети шеляг немає. Тому можна припустити, що розмір данини в шелягах, що давалась хозарам вятичами та радимичами у IX-X ст. була внесена при одному з переписувань у XIV ст.
Перші польські та литовські шеляги з'явилися в Україні внаслідок грошової реформи короля Стефана Баторія в 1579 році (дорівнював 6 денаріям і становив 1/3 польського гроша). Маса шеляга становила 1.130 г (0.180 г чистого срібла). У 1627 році карбування шелягів на монетних дворах Речі Посполитої було припинене, але на територію держави масово завозилися з Пруссії та балтійських володінь Швеції (у тому числі шеляги, підроблені у місті Сучава (див. Сучавська підробка). У 1659-66 роках відбулася масова емісія мідних шелягів (боратинок) вагою 1.3 г. Карбування шеляга (у зв'язку з наростанням інфляційних процесів) було відновлене лише в 1749 і з перервами велося до 1792. Невелика кількість шелягів була випущена у 1774 році австрійською владою для Королівстві Галичини та Володимирії. У XIX ст. — народна назва російської копійки в Україні. Лічба монет велася на копи (кіпники). Одна копа дорівнювала 50 шелягам (копійкам).
Також українська назва польсько-литовської дрібної монети, спочатку срібної, пізніше білонної — «шельонґів», «солідів» (пол. szeląg, лат. solidus) XVI — XVII століттях і рівновартісних їм шилінгів, солідів, у німецьких містах Пруссії й Бранденбурґу, що підлягали Польщі, а також солідів балтійсько-шведських (ризьких і лівонських) XVII ст.. В Україні в особливо інтенсивному обігу були балтійсько-шведські (королеви Кристини, Карла-Густава і Карла XI) та польські мідні «боратинки» (від автора проєкту Т. Л. Боратині). Шеляг становив 1/3 польсько-литовського гроша; в російській валюті 2/3 копійки.